# Pipilek
A pipilek bennszülött népcsoport Salvador nyugati vidékén. Nagy valószínűséggel az ősi toltékok leszármazottai. Nyelvük, a nahuat vagy pipil nyelv a nahuatl változata. Szájhagyományuk alapján népük Mexikóból vándorolt ki, mitológiájuk azonban a majákéval mutat egyezéseket. Ma kb. 11 ezer pipil él Salvadorban, de csak 500-an beszélik anyanyelvüket. Ez betudható a salvadori hadsereg által elkövetett 1932-es La Matanza (Mészárlás) nevű irtóhadjáratnak, amelynek során 30 ezer, többségében pipil nemzetiségű földművest gyilkoltak le, mivel támogatták a Farabundo Marti vezette felkelést Nyugat-Salvadorban.